# Estação São Lucas
Estação São Lucas é uma estação de monotrilho do metrô da cidade brasileira de São Paulo. Pertence à Linha 15–Prata, que atualmente encontra-se em expansão, e deverá chegar até Jacu-Pêssego, com integração com a Linha 2–Verde na Vila Prudente. Está localizada na Avenida Professor Luis Inácio de Anhaia Melo, 5400.
Suas obras foram iniciadas em 2015. Foi inaugurada em 6 de abril de 2018 pelo Governo do Estado de São Paulo.

## Diagrama da estação
|  | ↓ a ↓ |

| 1 |

|  | ↑ b ↑ |

|  | ↓ a ↓ |

| 1 |

|  | ↑ b ↑ |

|  | ↓ a ↓ |

| 1 |

|  | ↑ b ↑ |

|  | ↓ a ↓ |

| 1 |

|  | ↑ b ↑ |

## Tabela
| Sigla | Estação   | Inauguração        | Capacidade     | Integração               | Plataformas | Posição | Notas |
| ----- | --------- | ------------------ | -------------- | ------------------------ | ----------- | ------- | ----- |
| SLU   | São Lucas | 6 de abril de 2018 | Não confirmada | Bilhete Único da SPTrans | Central     | Elevada |       |